# Kalliosaari (ö i Norra Karelen, Joensuu, lat 62,76, long 29,29)
Kalliosaari är en ö i Finland. Den ligger i sjön Viinijärvi och i kommunen Polvijärvi i den ekonomiska regionen  Joensuu ekonomiska region  och landskapet Norra Karelen, i den sydöstra delen av landet, 400 km nordost om huvudstaden Helsingfors. Öns area är 1,7 hektar och dess största längd är 310 meter i sydöst-nordvästlig riktning.